# Михалёво 1
Михалёво 1 (бел. Міхалёва 1) — агрогородок в составе Бортниковского сельсовета Бобруйского района Могилёвской области Республики Беларусь.

## История
В 1920—30 годах на территории д. Михалева был организован и процветал совхоз-колония с названием «Воля».
Из докладной записки «О политическом состоянии и оперативном обслуживании совхоза-колонии „Воля“ Бобруйского района по состоянии на 1 сентября 1932 года»: 
Колония „Воля“ организована в 1922 году Наркомюстом Беларусии. Имеет земельную площадь 369 га с уклоном садово-огороднический. Вся работа в колонии производится силами заключенных 107 мужчин и 7 женщин. Заключенным выдается зарплата кулакам 5 % от заработанной суммы, трудовому элементу — 10. Специалисты в колонии заключенный агроном и вольнонаемный садовник — соцположение которого до революции из крестьян. В колонии имеется 2 члена профсоюза. В колонии имеетя лошадей 31 шт, крупного рогатого скота 47, телят 62, свиноматок 26, подсвинков 15, парасят 48. Финансовое положение колонии хорошее на текущем счету в Госбанке имеется 29000 рублей. 

Уполномоченный Слабко

## Население
- 1999 год — 715 человек
- 2010 год — 633 человека
- 2014 год — 667 человека